# Auguste-Joseph Franchomme
Auguste-Joseph Franchomme (Lille, 10 de abril de 1808 – Paris, 21 de janeiro de 1884) foi um violoncelista e compositor francês. Por suas contribuições para a música, ele foi condecorado com a Légion d'honneur em 1884.

## Vida e carreira
Nascido em Lille, Franchomme estudou no conservatório local com M. Mas e Pierre Baumann, antes de continuar sua educação com Jean-Henri Levasseur e Louis-Pierre Norblin no Conservatoire de Paris, onde ganhou seu primeiro prêmio apenas um ano depois.
Começou sua carreira tocando com várias orquestras e foi nomeado violoncelo solo na Sainte-Chapelle em 1828. Junto com o violinista Jean-Delphin Alard, professor de Pablo de Sarasate, e o pianista Charles Hallé, criador da Orquestra Hallé, foi ele fundador e membro do Alard Quartet. O Quarteto era raro para um conjunto de câmara de sua época porque era composto por músicos profissionais. Franchomme também pertencia às fileiras fundadoras da Société des Concerts du Conservatoire.
Franchomme estreitou amizades com Felix Mendelssohn, quando este último visitou Paris em 1831, e com Frédéric Chopin. Em 1833, Chopin e Franchomme colaboraram para escrever um concerto Grand Duo para piano e violoncelo, baseado em temas da ópera Robert le diable de Giacomo Meyerbeer. Franchomme também reescreveu as partes do violoncelo para Polonaise Brillante de Chopin, op. 3, e foi o dedicatário da Sonata para Violoncelo de Chopin, Op. 65. Franchomme foi também o dedicatário da sonata para violoncelo de Charles-Valentin Alkan.
Com exceção de uma viagem à Inglaterra em 1856, Franchomme mal saiu de Paris, onde se tornou uma figura central na vida musical da cidade. Em 1843, ele adquiriu o Duport Stradivarius do filho de Jean-Louis Duport pela soma recorde de 22 000 francos franceses. Ele também possuía o De Munck Stradivarius de 1730. Franchomme sucedeu Norblin como o professor chefe de violoncelo no Conservatório de Paris em 1846, e sua classe incluía Jules Delsart (que sucedeu seu mestre), Louis Hegyesi e Ernest Gillet.
Ele morreu durante o sono de um ataque cardíaco fulminante em 21 de janeiro de 1884, aos 75 anos de idade, apenas quatro dias depois de ser condecorado com a Légion d'honneur.

## Legado
Franchomme foi o violoncelista mais célebre de sua época e contribuiu para o refinamento da técnica da reverência - elegante, doce e leve - que distinguiu a escola francesa desenvolvida por Jean-Pierre e Jean-Louis Duport. Sua mão esquerda era conhecida por seus poderes de execução hábeis, precisos e expressivos. Em 3 de maio de 1856, o Weekly Chronicle and Register observou que ele "cuidadosamente se abstém de todo abuso do tremolo e da expressão exagerada que são as características distintivas na maioria da execução moderna de violoncelo".
Como compositor, Franchomme publicou cerca de 55 obras para violoncelo, incluindo os Doze Caprichos, op. 7, e os Doze Études, com segundo violoncelo opcional, Op. 35; um concerto para violoncelo, op. 33; bem como inúmeras outras peças com acompanhamento de piano, orquestra ou câmara.

## Trabalhos
Agora amplamente esquecido, Franchomme foi um verdadeiro compositor romântico de violoncelo. As únicas obras do compositor que permaneceram no repertório do instrumento são Caprichos, op. 7 (1835) e Studies for two cellos, op. 35 (1853). Franchomme publicou cerca de 55 partituras. Entre eles estão:
- Grande duo concertante sobre temas de Robert le Diable para piano e violoncelo (1833), em colaboração com Frédéric Chopin
- Tema variado para violoncelo com acompanhamento de quarteto e contrabaixo ab libitum ou pianoforte, op. 1 (1837)
- Variações sobre um tema favorito de Boieldieu para violoncelo com acompanhamento de quarteto de cordas ou pianoforte, op. 2 (1836), versão revisada em 1854
- Variações sobre um tema original para violoncelo com acompanhamento de piano, op. 3 (1836)
- Variações para violoncelo com acompanhamento de quarteto de cordas ou pianoforte, op. 4 (1836)
- Tema original variado para violoncelo com acompanhamento de piano forte, op. 5 (1834) ou orquestra, op. 5a (1835)
- Variações sobre dois temas (russo e escocês) para violoncelo com acompanhamento de quarteto de cordas ou pianoforte, op. 6 (1835)
- 12 Caprichos para violoncelo com acompanhamento de um segundo violoncelo ad libitum, op. 7 (1835)
- 3 Recreações para violoncelo com acompanhamento de piano, op. 8 (1836)
- Fantasia na Canção de Despedida, op. 9 (1836)
- Romance para violoncelo com acompanhamento de 2 violinos, viola, contrabaixo e contrabaixo ou piano, op. 10 (1836)
- Variações sobre Romance Un soupir de Montfort para violoncelo com acompanhamento de orquestra ou quarteto de cordas ou pianoforte, op. 11 (1838)
- Serenata para Violoncelo com Acompanhamento de Pianoforte, Op. 12 (1837)
- Memórias da Norma. Fantasia para violoncelo com acompanhamento de piano, op. 13 (1838)
- 3 Nocturnes (livro 1) para violoncelo com acompanhamento de pianoforte ou segundo violoncelo, op. 14 (1837)
- 3 Nocturnes (livro 2) para violoncelo com acompanhamento de pianoforte ou segundo violoncelo, op. 15 (1838)
- Caprice em espanhol para Violoncelo com Acompanhamento de Quarteto, op. 16 (1839)
- 10 melodias italianas, arranjadas para violoncelo com acompanhamento de pianoforte, op. 17 (1840)
- 3 Solos para violoncelo com acompanhamento de piano, op. 18 (1841)
- 3 Nocturnes (livro 3) para violoncelo com acompanhamento de pianoforte, op. 19 (1842)
- 3 Temas variados para violoncelo com acompanhamento de pianoforte (1. Tema de Donizetti; 2. Tema de Beethoven; 3. Tema de Bellini), op. 22 (1842)
- 3 Variados Airs Nacionais para Violoncelo com Acompanhamento de Pianoforte, Op. 25 (1842)
- Ar variado de Auvergnat para violoncelo com acompanhamento de orquestra ou quarteto de cordas ou pianoforte, op. 26 (1842)
- Memórias de Richard Coeur-de-Lion de Grétry. Fantasia para violoncelo com acompanhamento de quinteto de cordas ou piano forte, op. 27 (1842)
- Homenagem ao Sr. George Onslow. Fantasia sobre os motivos dos quintetos de G. Onslow para violoncelo com acompanhamento orquestral ou pianoforte, op. 28 (1842)
- Adagio para violoncelo com acompanhamento de orquestra ou pianoforte, op. 29 (1843)
- Tema variado para violoncelo com acompanhamento de quarteto ou pianoforte, op. 30 (1843)
- Fantasia com base na Semiramide de Rossini para violoncelo e orquestra ou piano, op. 31 (1844)
- Segunda ária russa variada para violoncelo com acompanhamento de quarteto de cordas ou pianoforte, op. 32 (1845)
- Concerto para violoncelo, op. 33 (1846)
- 12 Estudos para dois violoncelos (ou violoncelo e piano), op. 35 (1853)
- Fantasia em uma melodia de Schubert para violoncelo com quarteto de cordas ou acompanhamento de piano forte, op. 39 (1873)
- A Flauta Mágica de Mozart. Fantasia para violoncelo com acompanhamento de piano, op. 40 (1873)

## Gravações
The Complete Caprices and Études (Clay Ruede, violoncelo) Koch International 3-7226 (1994)